# Лисов Сергій Вікторович
Сергій Вікторович Лисов (25 травня 1953) — радянський та російський актор театру і кіно.

## Біографія
Сергій Вікторович Лисов народився 25 травня 1953 року в Новозибкові. У 1975 році Лисов закінчив Вище театральне училище імені М.С. Щепкіна. Сергій Лисов працював у складі багатьох театральних труп. Також актор працює на телебаченні та бере участь у кінематографічних проєктах.

## Вибіркова фільмографія
- Іванів катер (1972)
- Олександр. Невська битва (2008)